# Zbrush
ZBrush — програма для тривимірного моделювання, створена компанією Pixologic. Відмінною особливістю даного ПЗ є імітація процесу «ліплення» 3d-скульптури, посиленого рушієм тривимірного рендерингу в реальному часі, що істотно спрощує процедуру створення необхідного 3d-об'єкта. Кожна точка (звана піксель [Архівовано 28 листопада 2010 у Wayback Machine.]) містить інформацію не тільки про свої координати XY і значеннях кольору, але також й глибину Z, орієнтацію та матеріал. Це означає, що ви не тільки можете «ліпити» тривимірний об'єкт, але і «розфарбувати» його, малюючи штрихами з глибиною. Тобто вам не доведеться малювати тіні і відблиски, щоб вони виглядали натурально — ZBrush це зробить автоматично. Також швидко працює з стандартними 3d об'єктами, використовуючи пензлі для модифікації геометрії матеріалів і текстур. Дозволяє домогтися інтерактивності при неймовірній кількості полігонів. Використовуючи спеціальні методи, можна підняти деталізацію до десятків (а то й сотень) мільйонів полігонів. Також є безліч модулів (робота з текстурами, геометрією, безліч нових пензлів, швидка інтеграція з професійними пакетами 2d графіки та багато іншого).

## Історія продукту
У серпні 2009 року був анонсований випуск версії 4.0, але розробники випустили проміжну версію продукту — ZBrush 3.5.
Версія 4.0 вийшла рівно через рік — 9 серпня 2010 року. Крім цього вийшла полегшена аналогічна програма того ж пакету — Sculptris Alpha 5.